# BNO-10-11 – Az emésztőrendszer betegségei
 A BNO-kódrendszer hivatalos nemzetközi forrása az Egészségügyi Világszervezet (WHO) honlapja; az ÁEEK által finanszírozott egészségügyi ellátások tekintetében az aeek.hu az irányadó!
Az alábbi hierarchia a nyomtatott magyar kiadásnak (BNO-10, 1995) felel meg.

## A szájüreg, nyálmirigyek és állcsontok betegségei K00-K14
- K00 A fogfejlődés és áttörés rendellenességei
  - K00.0 Foghiány
  - K00.1 Számfeletti fogak
  - K00.2 A fogak nagysági és alaki rendellenességei
  - K00.3 Foltos fogak
  - K00.4 A fogfejlődés zavarai
  - K00.5 A fogak örökletes szerkezeti rendellenességei m.n.o.
  - K00.6 A fogáttörés rendellenességei
  - K00.7 Fogzási szindróma
  - K00.8 A fogfejlődés egyéb zavarai
  - K00.9 Nem tipizált fogfejlődési zavar
- K01 Retineált és impaktált fogak
  - K01.0 Retineált fog
  - K01.1 Impaktált fog
- K02 Fogszuvasodás
  - K02.0 A zománcra korlátozódó szuvasodás
  - K02.1 A dentin szuvasodása
  - K02.2 A cement szuvasodása
  - K02.3 Gyógyult fogszuvasodás
  - K02.4 Odontoclasia
  - K02.8 Egyéb fogszuvasodás
  - K02.9 Fogszuvasodás k.m.n.
- K03 A fog kemény szöveteinek egyéb betegségei
  - K03.0 Excesszív fogkopás
  - K03.1 Fogabrasio
  - K03.2 Fogerosio
  - K03.3 Kóros fogresorptio
  - K03.4 Hypercementosis
  - K03.5 A fogak ankylosisa
  - K03.6 Zománcdepozitum
  - K03.7 A fog kemény szöveteinek áttörés utáni elszíneződése
  - K03.8 A fog kemény szöveteinek egyéb meghatározott betegségei
  - K03.9 A fogak kemény szöveteinek betegsége k.m.n.
- K04 A pulpa és a periapicális szövetek betegségei
  - K04.0 Fogbélgyulladás
  - K04.1 Fogbélelhalás
  - K04.2 A fogbél degeneratív elváltozásai
  - K04.3 Kóros kemény szövet képződése a fogbélben
  - K04.4 Heveny gyökércsúcsi periodontitis, pulpa eredetű
  - K04.5 Periodontitis apicalis chronica
  - K04.6 Gyökércsúcs körüli tályog, üreggel
  - K04.7 Gyökércsúcs körüli tályog, üreg nélkül
  - K04.8 Foggyökércysta
  - K04.9 A fogbél és a periapicális szövetek egyéb és k.m.n. betegségei
- K05 Gingivitis és a periodontium betegségei
  - K05.0 Heveny fogínygyulladás
  - K05.1 Idült fogínygyulladás
  - K05.2 Heveny periodontitis
  - K05.3 Idült periodontitis
  - K05.4 Periodontosis
  - K05.5 Egyéb periodontális betegségek
  - K05.6 Periodontális betegség k.m.n.
- K06 A fogíny és a fogatlan állcsontgerinc egyéb betegségei
  - K06.0 Fogínyvisszahúzódás
  - K06.1 Gingiva-hyperplasia
  - K06.2 A fogíny és a fogatlan állcsontgerinc traumás elváltozásai
  - K06.8 A fogíny és a fogatlan állcsontgerinc egyéb meghatározott betegségei
  - K06.9 A fogíny és a fogatlan állcsontgerinc rendellenességei k.m.n.
- K07 Dentofaciális rendellenességek [malocclusiót is beleértve]
  - K07.0 Az állcsontok lényegesebb nagyságbeli rendellenességei
  - K07.1 Az állcsont és a koponyaalap viszonyának anomáliái
  - K07.2 Harapási rendellenességek
  - K07.3 A fogak helyzeti rendellenességei
  - K07.4 Occlusiós zavar k.m.n.
  - K07.5 Dentofaciális működési zavarok
  - K07.6 A temporomandibuláris ízület betegségei
  - K07.8 Egyéb dentofaciális rendellenességek
  - K07.9 Dentofaciális rendellenesség k.m.n.
- K08 A fogak és a támasztó szöveteik egyéb rendellenességei
  - K08.0 A fogak romlása szisztémás okok következtében
  - K08.1 A fogak elvesztése baleset, foghúzás vagy locális periodontális betegség következtében
  - K08.2 A fogatlan állcsontgerinc sorvadása
  - K08.3 Visszamaradt foggyökér
  - K08.8 A fogak és támasztó szöveteik egyéb meghatározott rendellenességei
  - K08.9 A fogak és támasztó szöveteik betegsége k.m.n.
- K09 Szájkörüli cysták, m.n.o.
  - K09.0 Fogfejlődési zavarból származó odontogen cysták
  - K09.1 Szájtájéki, fejlődési zavarból származó (nem-odontogen) cysták
  - K09.2 Egyéb állcsonti cysták
  - K09.8 Egyéb, szájtájéki cysták m.n.o.
  - K09.9 Szájtájéki cysta k.m.n.
- K10 Az állcsontok egyéb betegségei
  - K10.0 Az állcsontok fejlődési rendellenességei
  - K10.1 Centrális és óriássejtes granuloma
  - K10.2 Az állcsontok gyulladásos elváltozásai
  - K10.3 Fogmedergyulladás
  - K10.8 Az állcsontok egyéb meghatározott betegségei
  - K10.9 Az állcsontok betegsége k.m.n.
- K11 A nyálmirigyek betegségei
  - K11.0 Nyálmirigysorvadás
  - K11.1 Nyálmirigytúltengés
  - K11.2 Nyálmirigygyulladás
  - K11.3 Nyálmirigytályog
  - K11.4 Nyálmirigysipoly
  - K11.5 Nyálmirigykövesség
  - K11.6 Nyálmirigy mucokele
  - K11.7 A nyáltermelés rendellenességei
  - K11.8 A nyálmirigyek egyéb betegségei
  - K11.9 A nyálmirigy nem meghatározott betegségei
- K12 Stomatitis és rokon elváltozások
  - K12.0 Recurráló aphthák a szájban
  - K12.1 Stomatitis egyéb formái
  - K12.2 Cellulitis és abscessus a szájban
- K13 Az ajak és a szájnyálkahártya egyéb betegségei
  - K13.0 Az ajkak betegségei
  - K13.1 Arc- és ajakcsípés
  - K13.2 Leukoplakia és egyéb epitheliális rendellenességek a szájüregben és a nyelven
  - K13.3 Szőrös leukoplakia
  - K13.4 Granuloma és granulomaszerű szájnyálkahártya elváltozások
  - K13.5 Submucosus fibrosis a szájüregben
  - K13.6 Irritativ hyperplasia a szájnyálkahártyán
  - K13.7 Egyéb és k.m.n. szájnyálkahártya elváltozások
- K14 A nyelv betegségei
  - K14.0 Nyelvgyulladás (glossitis)
  - K14.1 Térképnyelv
  - K14.2 Glossitis mediana rhomboidea
  - K14.3 Papilla hypertrophia a nyelven
  - K14.4 A nyelvpapillák sorvadása
  - K14.5 Ráncos nyelv
  - K14.6 Nyelvfájás
  - K14.8 A nyelv egyéb megbetegedései
  - K14.9 Nyelvbetegség k.m.n.

## A nyelőcső, gyomor és nyombél betegségei (K20-K31)
- K20 Nyelőcsőgyulladás
- K21 Gastro-oesophageális reflux
  - K21.0 Gastro-oesophageális reflux, oesophagitisszel
  - K21.9 Gastro-oesophageális reflux, oesophagitis nélkül
- K22 A nyelőcső egyéb betegségei
  - K22.0 Achalasia
  - K22.1 Nyelőcsőfekély
  - K22.2 Nyelőcső obstructio
  - K22.3 Nyelőcsőátfúródás
  - K22.4 A nyelőcső dyskinesise
  - K22.5 Nyelőcső-diverticulum, szerzett
  - K22.6 Gastro-oesophageális laceratiós haemorrhagiás szindróma
  - K22.8 A nyelőcső egyéb meghatározott betegségei
  - K22.9 A nyelőcső betegsége k.m.n.
- K23 A nyelőcső rendellenességei máshova osztályozott betegségekben
  - K23.0 Gümőkóros nyelőcsőgyulladás
  - K23.1 Megaoesophagus Chagas-kórban
  - K23.8 Nyelőcső-rendellenességek máshova osztályozott betegségekben
- K25 Gyomorfekély
  - K25.0 Heveny gyomorfekély vérzéssel
  - K25.1 Heveny gyomorfekély átfúródással
  - K25.2 Heveny gyomorfekély vérzéssel és átfúródással
  - K25.3 Heveny gyomorfekély, vérzés vagy átfúródás nélkül
  - K25.4 Idült vagy k.m.n. gyomorfekély vérzéssel
  - K25.5 Idült vagy k.m.n. gyomorfekély átfúródással
  - K25.6 Idült vagy k.m.n. gyomorfekély vérzéssel és átfúródással
  - K25.7 Idült gyomorfekély, vérzés vagy átfúródás nélkül
  - K25.9 Gyomorfekély, hevenynek vagy idültnek nem jelölve, vérzés vagy átfúródás nélkül
- K26 Nyombélfekély
  - K26.0 Heveny nyombélfekély vérzéssel
  - K26.1 Heveny nyombélfekély átfúródással
  - K26.2 Heveny nyombélfekély vérzéssel és átfúródással
  - K26.3 Heveny nyombélfekély, vérzés vagy átfúródás nélkül
  - K26.4 Idült vagy k.m.n. nyombélfekély vérzéssel
  - K26.5 Idült vagy k.m.n. nyombélfekély átfúródással
  - K26.6 Idült vagy k.m.n. nyombélfekély vérzéssel és átfúródással
  - K26.7 Idült nyombélfekély, vérzés vagy átfúródás nélkül
  - K26.9 Nyombélfekély, hevenynek vagy idültnek nem jelölve, vérzés vagy átfúródás nélkül
- K27 Pepticus fekély, nem jelzett helyen
  - K27.0 Heveny pepticus fekély, nem jelzett helyen, vérzéssel
  - K27.1 Heveny pepticus fekély, nem jelzett helyen, átfúródással
  - K27.2 Heveny pepticus fekély, nem jelzett helyen, vérzéssel és átfúródással
  - K27.3 Heveny pepticus fekély, nem jelzett helyen, vérzés vagy átfúródás nélkül
  - K27.4 Idült vagy k.m.n. pepticus fekély, nem jelzett helyen, vérzéssel
  - K27.5 Idült vagy k.m.n. pepticus fekély, nem jelzett helyen, átfúródással
  - K27.6 Idült vagy k.m.n. pepticus fekély, nem jelzett helyen, vérzéssel és átfúródással
  - K27.7 Idült pepticus fekély, nem jelzett helyen, vérzés vagy átfúródás nélkül
  - K27.9 Pepticus fekély, nem jelzett helyen, hevenynek vagy idültnek nem jelölve, vérzés vagy átfúródás nélkül
- K28 Gastrojejunális fekély
  - K28.0 Heveny gastrojejunális fekély vérzéssel
  - K28.1 Heveny gastrojejunális fekély átfúródással
  - K28.2 Heveny gastrojejunális fekély vérzéssel és átfúródással
  - K28.3 Heveny gastrojejunális fekély, vérzés vagy átfúródás nélkül
  - K28.4 Idült vagy k.m.n. gastrojejunális fekély vérzéssel
  - K28.5 Idült vagy k.m.n. gastrojejunális fekély átfúródással
  - K28.6 Idült vagy k.m.n. gastrojejunális fekély vérzéssel és átfúródással
  - K28.7 Idült gastrojejunális fekély, vérzés vagy átfúródás nélkül
  - K28.9 Gastrojejunális fekély, hevenynek vagy idültnek nem jelölve, vérzés vagy átfúródás nélkül
- K29 Gyomor- és nyombélgyulladás
  - K29.0 Heveny vérzéses gastritis
  - K29.1 Egyéb heveny gastritis
  - K29.2 Alkoholos gastritis
  - K29.3 Idült felszínes gastritis
  - K29.4 Idült atrophiás gastritis
  - K29.5 Idült gastritis k.m.n.
  - K29.6 Egyéb gastritis
  - K29.7 Gastritis k.m.n.
  - K29.8 Duodenitis
  - K29.9 Gastroduodenitis k.m.n.
- K30 Dyspepsia
- K31 A gyomor és a nyombél egyéb betegségei
  - K31.0 Heveny gyomortágulás
  - K31.1 Felnőttkori hypertrophiás pylorus szűkület
  - K31.2 A gyomor homokóra-szűkülete
  - K31.3 Pylorus spasmus, m.n.o.
  - K31.4 Gyomordiverticulum
  - K31.5 Nyombélszűkület
  - K31.6 Gyomor- és nyombélsipoly
  - K31.8 A gyomor és nyombél egyéb meghatározott betegségei
  - K31.9 A gyomor és a nyombél betegsége k.m.n.

## A féregnyúlvány betegségei (K35-K38)
- K35 Heveny féregnyúlvány gyulladás
  - K35.0 Heveny féregnyúlvány gyulladás, általános hashártyagyulladással
  - K35.1 Heveny féregnyúlvány gyulladás, hasüregi tályoggal
  - K35.9 Heveny féregnyúlvány gyulladás k.m.n.
- K36 Egyéb féregnyúlvány gyulladás
- K37 Appendicitis k.m.n.
- K38 A féregnyúlvány egyéb betegségei
  - K38.0 Hyperplasia appendicis
  - K38.1 Féregnyúlvány concretiók
  - K38.2 Féregnyúlvány gurdély
  - K38.3 Féregnyúlvány sipoly
  - K38.8 A féregnyúlvány egyéb meghatározott betegségei
  - K38.9 A féregnyúlvány betegsége k.m.n.

## Sérv (K40-K46)
- K40 Lágyéksérv
  - K40.0 Kétoldali lágyéksérv kizáródással, üszkösödés nélkül
  - K40.1 Kétoldali lágyéksérv üszkösödéssel
  - K40.2 Kétoldali lágyéksérv, kizáródás vagy üszkösödés nélkül
  - K40.3 Egyoldali vagy nem meghatározott lágyéksérv, kizáródással, üszkösödés nélkül
  - K40.4 Egyoldali vagy nem meghatározott lágyéksérv, üszkösödéssel
  - K40.9 Egyoldali vagy nem meghatározott lágyéksérv, kizáródás vagy üszkösödés nélkül
- K41 Combsérv
  - K41.0 Kétoldali combsérv kizáródással, üszkösödés nélkül
  - K41.1 Kétoldali combsérv üszkösödéssel
  - K41.2 Kétoldali combsérv, kizáródás vagy üszkösödés nélkül
  - K41.3 Egyoldali vagy nem meghatározott combsérv kizáródással, üszkösödés nélkül
  - K41.4 Egyoldali vagy nem meghatározott combsérv üszkösödéssel
  - K41.9 Egyoldali vagy nem meghatározott combsérv, kizáródás vagy üszkösödés nélkül
- K42 Köldöksérv
  - K42.0 Köldöksérv kizáródással, üszkösödés nélkül
  - K42.1 Köldöksérv üszkösödéssel
  - K42.9 Köldöksérv, kizáródás vagy üszkösödés nélkül
- K43 Hasfali sérv
  - K43.0 Hasfali sérv kizáródással, üszkösödés nélkül
  - K43.1 Hasfali sérv üszkösödéssel
  - K43.9 Hasfali sérv, kizáródás vagy üszkösödés nélkül
- K44 Rekeszsérv
  - K44.0 Rekeszsérv kizáródással, üszkösödés nélkül
  - K44.1 Rekeszsérv üszkösödéssel
  - K44.9 Rekeszsérv, kizáródás vagy üszkösödés nélkül
- K45 Egyéb hasi sérv
  - K45.0 Egyéb meghatározott hasi sérv kizáródással, üszkösödés nélkül
  - K45.1 Egyéb meghatározott hasüregi sérv, üszkösödéssel
  - K45.8 Egyéb meghatározott hasüregi sérv, kizáródás és üszkösödés nélkül
- K46 Nem meghatározott hernia abdominalis
  - K46.0 Hernia abdominalis k.m.n. kizáródással, üszkösödés nélkül
  - K46.1 Nem meghatározott hasi sérv, üszkösödéssel
  - K46.9 Nem meghatározott hasi sérv, kizáródás és üszkösödés nélkül

## Nem fertőzéses vékony- és vastagbélgyulladás (K50-K52)
- K50 Crohn-betegség [enteritis regionalis]
  - K50.0 A vékonybél Crohn-betegsége
  - K50.1 A vastagbél Crohn-betegsége
  - K50.8 Crohn-betegség, egyéb
  - K50.9 Crohn-betegség, k.m.n.
- K51 Colitis ulcerosa
  - K51.0 Enterocolitis ulcerosa (chronica)
  - K51.1 Ileocolitis ulcerosa (chronica)
  - K51.2 Proctitis ulcerosa (chronica)
  - K51.3 Rectosigmoiditis ulcerosa (chronica)
  - K51.4 Pseudopolyposis intestini crassi
  - K51.5 Proctocolitis mucosa
  - K51.8 Colitis ulcerosa egyéb
  - K51.9 Colitis ulcerosa k.m.n.
- K52 Egyéb nem fertőzéses gastroenteritis és colitis
  - K52.0 Irradiatio utáni gastroenteritis és colitis
  - K52.1 Toxikus gastroenteritis és colitis
  - K52.2 Allergiás és nutritionális gastroenteritis és colitis
  - K52.8 Egyéb meghatározott nem fertőzéses gastroenteritis és colitis
  - K52.9 Nem fertőzéses k.m.n. gastroenteritis és colitis

## A belek egyéb betegségei (K55-K63)
- K55 A vékonybelek vasculáris rendellenességei
  - K55.0 A belek heveny vasculáris rendellenességei
  - K55.1 A belek idült vasculáris rendellenességei
  - K55.2 A vastagbél angiodysplasiája
  - K55.8 A belek egyéb vasculáris rendellenességei
  - K55.9 A belek vasculáris rendellenessége k.m.n.
- K56 Bélhűdés és bélelzáródás, sérv nélkül
  - K56.0 Hűdéses bélelzáródás (ileus paralyticus)
  - K56.1 Bélbetüremkedés
  - K56.2 Volvulus
  - K56.3 Epekő ileus
  - K56.4 Egyéb bél-impactatiók
  - K56.5 Bélösszenövések [kötegek] okozta bélelzáródás
  - K56.6 Egyéb és nem meghatározott bélelzáródás
  - K56.7 Bélelzáródás k.m.n.
- K57 A belek diverticulosisa
  - K57.0 A vékonybél diverticuluma átfúródással és tályoggal
  - K57.1 A vékonybél diverticuluma átfúródás vagy tályog nélkül
  - K57.2 Vastagbél-diverticulosis, átfúródással és tályoggal
  - K57.3 Vastagbél-diverticulosis, átfúródás vagy tályog nélkül
  - K57.4 Vékony- és vastagbél-diverticulosis, átfúródással és tályoggal
  - K57.5 Vékony- és vastagbél-diverticulosis, átfúródás vagy tályog nélkül
  - K57.8 A bél nem megjelölt részének diverticulosisa, átfúródással és tályoggal
  - K57.9 A bél nem megjelölt részének diverticulosisa, átfúródás vagy tályog nélkül
- K58 Irritábilisbél-szindróma
  - K58.0 Irritábilisbél-szindróma hasmenéssel
  - K58.9 Irritábilisbél-szindróma hasmenés nélkül
- K59 A belek egyéb működési rendellenességei
  - K59.0 Székrekedés
  - K59.1 Funkcionális hasmenés
  - K59.2 Neurogen bélpanaszok m.n.o.
  - K59.3 Megacolon m.n.o.
  - K59.4 Anális görcs
  - K59.8 Egyéb meghatározott bélműködési rendellenességek
  - K59.9 Bélműködési rendellenesség k.m.n.
- K60 Az anális és rectális táj fissurái és sipolyai
  - K60.0 Akut végbélnyílás fissura
  - K60.1 Krónikus végbélnyílás fissura
  - K60.2 Fissura ani k.m.n.
  - K60.3 Végbélnyílás-sipoly
  - K60.4 Végbélsipoly
  - K60.5 Anorectális sipoly
- K61 Az anális és rectális táj tályogja
  - K61.0 Végbélnyílás-tályog
  - K61.1 Végbéltályog
  - K61.2 Anorectális tályog
  - K61.3 Ischiorectális tályog
  - K61.4 Intrasphinctericus tályog
- K62 A végbél és végbélnyílás egyéb betegségei
  - K62.0 Anális polypus
  - K62.1 Rectális polypus
  - K62.2 Prolapsus ani
  - K62.3 Prolapsus recti
  - K62.4 Végbélnyílás- és végbélszűkület
  - K62.5 Végbélnyílás- és végbélvérzés
  - K62.6 Végbélnyílás- és végbélfekély
  - K62.7 Irradiatiós proctitis
  - K62.8 A végbélnyílás és a végbél egyéb meghatározott betegségei
  - K62.9 Az anus és a rectum betegsége k.m.n.
- K63 A belek egyéb betegségei
  - K63.0 Béltályog
  - K63.1 Bélátfúródás (nem traumás)
  - K63.2 Bélsipoly
  - K63.3 Bélfekély
  - K63.4 Enteroptosis
  - K63.8 A belek egyéb meghatározott betegségei
  - K63.9 Bélbetegség k.m.n.

## A hashártya betegségei (K65-K67)
- K65 Hashártyagyulladás
  - K65.0 Heveny hashártyagyulladás
  - K65.8 Egyéb hashártyagyulladás
  - K65.9 Hashártyagyulladás, k.m.n.
- K66 A hashártya egyéb betegségei
  - K66.0 Hashártya-összenövések
  - K66.1 Haemoperitoneum
  - K66.8 A hashártya egyéb meghatározott betegségei
  - K66.9 A hashártya betegsége k.m.n.
- K67 A hashártya rendellenességei máshova osztályozott betegségekben
  - K67.0 Chlamydia peritonitis
  - K67.1 Gonococcus peritonitis
  - K67.2 Szifiliszes peritonitis
  - K67.3 Gümőkóros peritonitis
  - K67.8 A hashártya egyéb rendellenességei máshol osztályozott fertőzéses betegségekben

## A máj betegségei (K70-K77)
- K70 Alkoholos májbetegség
  - K70.0 Alkoholos zsírmáj
  - K70.1 Alkoholos májgyulladás
  - K70.2 Alkoholos máj-fibrosis és máj-sclerosis
  - K70.3 Alkoholos májzsugorodás
  - K70.4 Alkoholos májelégtelenség
  - K70.9 Alkoholos májbetegség k.m.n.
- K71 Toxikus májbetegség
  - K71.0 Toxikus májbetegség epepangással
  - K71.1 Toxikus májbetegség, májelhalással
  - K71.2 Toxikus májbetegség heveny májgyulladással
  - K71.3 Toxikus májbetegség perzisztáló idült májgyulladással
  - K71.4 Toxikus májbetegség krónikus lobuláris hepatitisszel
  - K71.5 Toxikus májbetegség krónikus aktív hepatitisszel
  - K71.6 Toxikus májbetegség hepatitisszel m.n.o.
  - K71.7 Toxikus májbetegség fibrosissal és cirrhosissal
  - K71.8 Toxikus májbetegség egyéb máj-rendellenességekkel
  - K71.9 Toxikus májbetegség k.m.n.
- K72 Májelégtelenség m.n.o.
  - K72.0 Heveny és szubakut májelégtelenség
  - K72.1 Idült májelégtelenség
  - K72.9 Májelégtelenség k.m.n.
- K73 Idült májgyulladás, m.n.o.
  - K73.0 Krónikus perzisztáló hepatitis m.n.o.
  - K73.1 Krónikus lobuláris hepatitis, m.n.o.
  - K73.2 Krónikus aktív hepatitis, m.n.o.
  - K73.8 Egyéb krónikus hepatitis, m.n.o.
  - K73.9 Krónikus hepatitis k.m.n.
- K74 Májfibrosis és májzsugorodás
  - K74.0 Máj-fibrosis
  - K74.1 Máj-sclerosis
  - K74.2 Máj-fibrosis sclerosissal
  - K74.3 Primer biliáris cirrhosis
  - K74.4 Secunder biliáris cirrhosis
  - K74.5 Biliáris cirrhosis k.m.n.
  - K74.6 Egyéb és k.m.n. májzsugorodás
- K75 A máj egyéb gyulladásos betegségei
  - K75.0 Májtályog
  - K75.1 Vena portae gyulladás
  - K75.2 Nemspecifikus reaktív májgyulladás
  - K75.3 Granulomatosus májgyulladás, m.n.o.
  - K75.8 Egyéb meghatározott gyulladásos májbetegségek
  - K75.9 Gyulladásos májbetegség, k.m.n.
- K76 Egyéb májbetegségek
  - K76.0 Zsírmáj, m.n.o.
  - K76.1 Idült májpangás
  - K76.2 Necrosis haemorrhagica centralis hepatis
  - K76.3 Máj-infarktus
  - K76.4 Peliosis hepatis
  - K76.5 Veno-occlusiv májbetegség
  - K76.6 Portális hypertensio
  - K76.7 Hepatorenális szindróma
  - K76.8 A máj egyéb meghatározott megbetegedései
  - K76.9 Májbetegség k.m.n.
- K77 Májrendellenességek máshova osztályozott betegségekben
  - K77.0 Májrendellenességek máshova osztályozott fertőző és parazitás betegségekben
  - K77.8 Májrendellenességek egyéb, máshova osztályozott betegségekben

## Az epehólyag, az epeutak és hasnyálmirigy betegségei (K80-K87)
- K80 Epekövesség
  - K80.0 Epehólyag-kövesség heveny epehólyag-gyulladással
  - K80.1 Epehólyag-kövesség egyéb epehólyag-gyulladással
  - K80.2 Epehólyag-kövesség epehólyag-gyulladás nélkül
  - K80.3 Epeútkő epeútgyulladással
  - K80.4 Epeútkő epehólyag-gyulladással
  - K80.5 Epeútkő epeút- és epehólyag-gyulladás nélkül
  - K80.8 Egyéb cholelithiasis mucosae vesicae felleae
- K81 Epehólyag-gyulladás
  - K81.0 Heveny epehólyag-gyulladás
  - K81.1 Idült epehólyag-gyulladás
  - K81.8 Egyéb epehólyag-gyulladás
  - K81.9 Epehólyag-gyulladás k.m.n.
- K82 Az epehólyag egyéb betegségei
  - K82.0 Epehólyag-elzáródás
  - K82.1 Hydrops vesicae felleae
  - K82.2 Epehólyag-átfúródás
  - K82.3 Epehólyag-sipoly
  - K82.4 Epehólyag cholesterolosis
  - K82.8 Egyéb meghatározott epehólyag-betegségek
  - K82.9 Epehólyag-betegség k.m.n.
- K83 Az epeutak egyéb betegségei
  - K83.0 Epeútgyulladás
  - K83.1 Epevezeték-elzáródás
  - K83.2 Epevezeték-átfúródás
  - K83.3 Epevezeték sipoly
  - K83.4 A sphincter Oddi görcse
  - K83.5 Epeút cysta
  - K83.8 Az epeutak egyéb meghatározott betegségei
  - K83.9 Az epeutak betegsége k.m.n.
- K85 Heveny hasnyálmirigy-gyulladás
- K86 A hasnyálmirigy egyéb megbetegedései
  - K86.0 Alkoholos idült hasnyálmirigy-gyulladás
  - K86.1 Egyéb idült hasnyálmirigy-gyulladás
  - K86.2 Hasnyálmirigy cysta
  - K86.3 Hasnyálmirigy pseudocysta
  - K86.8 A hasnyálmirigy egyéb meghatározott betegségei
  - K86.9 A hasnyálmirigy betegsége k.m.n.
- K87 Az epehólyag, epeutak és hasnyálmirigy rendellenességei máshova osztályozott betegségekben
  - K87.0 Epehólyag- és epeútrendellenességek, máshová osztályozott betegségekben
  - K87.1 Hasnyálmirigy-rendellenességek, máshová osztályozott betegségekben

## Az emésztőrendszer egyéb betegségei (K90-K93)
- K90 Intestinális malabsorptio
  - K90.0 Coeliakia
  - K90.1 Trópusi sprue
  - K90.2 Vak bélkacs (blind loop) szindróma, m.n.o.
  - K90.3 Steatorrhoea pancreatica
  - K90.4 Felszívódási zavar intolerancia miatt, m.n.o.
  - K90.8 Egyéb felszívódási zavar
  - K90.9 Felszívódási zavar k.m.n.
- K91 Beavatkozások utáni emésztő-rendszeri rendellenességek m.n.o.
  - K91.0 Hányás gastrointestinális műtét után
  - K91.1 Gyomorműtét utáni szindrómák
  - K91.2 Műtét utáni felszívódási zavar, m.n.o.
  - K91.3 Műtét utáni bélelzáródás
  - K91.4 Colostoma és enterostoma működési zavar
  - K91.5 Postcholecystectomiás szindróma
  - K91.8 Beavatkozás utáni egyéb emésztőrendszeri rendellenességek, m.n.o.
  - K91.9 Beavatkozás utáni emésztőszervi rendellenesség k.m.n.
- K92 Az emésztőrendszer egyéb betegségei
  - K92.0 Vérhányás
  - K92.1 Vérszékelés
  - K92.2 Gastrointestinális vérzés k.m.n.
  - K92.8 Az emésztőrendszer egyéb meghatározott betegségei
  - K92.9 Az emésztőrendszer betegsége k.m.n.
- K93 Egyéb emésztőszervek rendellenességei máshova osztályozott betegségekben
  - K93.0 A belek, a hashártya és a mesenteriális nyirokcsomók gümőkóros rendellenességei
  - K93.1 Megacolon Chagas-kórban
  - K93.8 Egyéb, megnevezett emésztőrendszeri szerv megbetegedése, máshova osztályozott betegségekben

| Sorszám | Főcsoport                                                                                                | BNO kódok |
| ------- | --- | --------- |
| 01      | BNO-10-01 – Fertőző és parazitás betegségek                                                              | A00–B99   |
| 02      | BNO-10-02 – Daganatok                                                                                    | C00–D48   |
| 03      | BNO-10-03 – A vér és a vérképző szervek betegségei és az immunrendszert érintő bizonyos rendellenességek | D50–D89   |
| 04      | BNO-10-04 – Endokrin, táplálkozási és anyagcsere betegségek                                              | E00–E90   |
| 05      | BNO-10-05 – Mentális és viselkedészavarok                                                                | F00–F99   |
| 06      | BNO-10-06 – Az idegrendszer betegségei                                                                   | G00–G99   |
| 07      | BNO-10-07 – A szem és függelékeinek betegségei                                                           | H00–H59   |
| 08      | BNO-10-08 – A fül és a csecsnyúlvány megbetegedései                                                      | H60–H95   |
| 09      | BNO-10-09 – A keringési rendszer betegségei                                                              | I00–I99   |
| 10      | BNO-10-10 – A légzőrendszer betegségei                                                                   | J00–J99   |
| 11      | BNO-10-11 – Az emésztőrendszer betegségei                                                                | K00–K93   |
| 12      | BNO-10-12 – A bőr és bőralatti szövet betegségei                                                         | L00–L99   |
| 13      | BNO-10-13 – A csont-izomrendszer és kötőszövet betegségei                                                | M00–M99   |
| 14      | BNO-10-14 – Az urogenitális rendszer megbetegedései                                                      | N00–N99   |
| 15      | BNO-10-15 – Terhesség, szülés és a gyermekágy                                                            | O00–O99   |
| 16      | BNO-10-16 – A perinatális szakban keletkező bizonyos állapotok                                           | P00–P96   |
| 17      | BNO-10-17 – Veleszületett rendellenességek, deformitások és kromoszómaabnormitások                       | Q00–Q99   |
| 18      | BNO-10-18 – Máshova nem osztályozott panaszok, tünetek és kóros klinikai és laboratóriumi leletek        | R00–R99   |
| 19      | BNO-10-19 – Sérülés, mérgezés és külső okok bizonyos egyéb következményei                                | S00–T98   |
| 20      | BNO-10-20 – A morbiditás és mortalitás külső okai                                                        | V01–Y98   |
| 21      | BNO-10-21 – Az egészségi állapotot és egészségügyi szolgálatokkal való kapcsolatot befolyásoló tényezők  | Z00–Z99   |
| (22)    | BNO-10-22 – Speciális kódok                                                                              | U00–U99   |